# The Knick
The Knick é uma série de televisão do Cinemax dirigida por Steven Soderbergh e estrelada por Clive Owen. Trata da vida profissional e pessoal do Dr. John W. Thackery (interpretado por Owen) e dos funcionários de uma versão fictícia do Knickerbocker Hospital ("the Knick"), em Nova York, durante a primeira parte do século vinte. A série foi criada e escrita por Jack Amiel e Michael Begler, que também atuaram como produtores e produtores-executivos. Gregory Jacobs, Clive Owen, Steven Soderbergh e Michael Sugar (Anonymous Content) também são produtores-executivos da série. Steven Katz é o produtor-supervisor, Michael Polaire é o produtor e David Kirchner produtor-associado. A série estreou no Cinemax em 8 de agosto de 2014.
Em 10 de julho de 2014, o Cinemax renovou The Knick por uma segunda temporada de dez episódios.
No dia 16 de outubro de 2015 estreou o primeiro episódio da segunda temporada no Cinemax no Brasil..

## Enredo
Em 1900, na cidade de Nova York, o Knickerbocker Hospital opera com cirurgiões inovadores, enfermeiras e funcionários que precisam superar as limitações do conhecimento e da prática médica da época para prevenir as assombrosas taxas de mortalidade. Dr. John Thackery (parcialmente baseado na figura histórica de William Stewart Halsted), recentemente nomeado o novo chefe do serviço de cirurgia, luta com seu vício em cocaína e ópio e sua ambição por novas descobertas médicas e reconhecimento de seus pares. Dr. Algernon Edwards, um cirurgião negro educado em Harvard e treinado na Europa (parcialmente baseado na história de Marshall Taylor), deve batalhar para obter respeito no meio da população de apenas pessoas brancas do hospital, assim como da cidade racista. Enquanto ainda luta, literalmente, para manter as luzes acesas, o hospital tenta atrair a clientela mais rica sem sacrificar a qualidade do cuidado.

## Elenco
- Clive Owen como Dr. John Thackery:[4] Cirurgião-chefe do Knickerbocker Hospital
- Andre Holland como Dr. Algernon Edwards:[4] Novo assistente do cirurgião-chefe do Knickerbocker Hospital; mantém uma clínica no porão para os pacientes rejeitados pelo hospital.
- Jeremy Bobb como Herman Barrow:[4] Administrador do Knickerbocker Hospital
- Juliet Rylance como Cornelia Robertson:[4] Diretora do departamento de bem-estar social do hospital e filha do Capitão August Robertson.
- Eve Hewson como Lucy Elkins:[4] Enfermeira no The Knick.
- Michael Angarano como Dr. Bertram "Bertie" Chickering, Jr.:[4] Cirurgião no The Knick
- Chris Sullivan como Tom Cleary:[4] Motorista da ambulância
- Cara Seymour como Irmã Harriet:[4] Freira católica e parteira que dirige o orfanato afiliado ao hospital.
- Eric Johnson como Dr. Everett Gallinger:[4] Cirurgião no The Knick
- David Fierro como Jacob Speight:[4] Inspetor do departamento de Saúde
- Maya Kazan como Eleanor Gallinger:[4] Esposa de Everett Gallinger
- Leon Addison Brown como Jesse Edwards:[4] Pai do Dr. Edwards, que trabalha para o Capitão August Robertson.
- Grainger Hines como Capitão August Robertson:[4] Magnata da navegação e pai de Cornelia.
- Matt Frewer como Dr. J. M. Christiansen:[4] Ex-cirurgião-chefe do The Knick e mentor de Thackery. Após sua morte, continua aparecendo nas visões de Thackery.

## Episódios
Jack Amiel e Michael Begler escreveram a série e Steven Soderbergh dirigiu todos os 10 episódios da primeira temporada. Ele também foi o diretor de fotografia sob o seu pseudônimo usual, Peter Andrews.
| Nº | Título                  | Dirigido por      | Escrito por                 | Estreia                | Audiência nos EUA (em milhões) |
| -- | ----------------------- | ----------------- | --------------------------- | ---------------------- | ------------------------------ |
| 1  | "Method and Madness"    | Steven Soderbergh | Jack Amiel & Michael Begler | 8 de agosto de 2014    | 0.354                          |
| 2  | "Mr. Paris Shoes"       | Steven Soderbergh | Jack Amiel & Michael Begler | 15 de agosto de 2014   | 0.419                          |
| 3  | "The Busy Flea"         | Steven Soderbergh | Jack Amiel & Michael Begler | 22 de agosto de 2014   | 0.417                          |
| 4  | "Where's The Dignity?"  | Steven Soderbergh | Jack Amiel & Michael Begler | 5 de setembro de 2014  | 0.374                          |
| 5  | "They Capture the Heat" | Steven Soderbergh | Steven Katz                 | 12 de setembro de 2014 | 0.322                          |
| 6  | "Start Calling Me Dad"  | Steven Soderbergh | Jack Amiel & Michael Begler | 19 de setembro de 2014 | 0.358                          |
| 7  | "Get the Rope"          | Steven Soderbergh | Jack Amiel & Michael Begler | 26 de setembro de 2014 | 0.36                           |
| 8  | "Working Late a Lot"    | Steven Soderbergh | Jack Amiel & Michael Begler | 3 de outubro de 2014   | 0.35                           |
| 9  | "The Golden Lotus"      | Steven Soderbergh | Steven Katz                 | 10 de outubro de 2014  | 0.32                           |
| 10 | "Crutchfield"           | Steven Soderbergh | Jack Amiel & Michael Begler | 17 de outubro de 2014  | 0.41                           |